# Adalbert Gurath Sr.
Adalbert Gurath (ur. 7 lipca 1915 w Klużu, zm. w październiku 1990) – rumuński szermierz. Reprezentant kraju podczas Igrzysk Olimpijskich 1952 w Helsinkach. Na igrzyskach uczestniczył w turnieju indywidualnym szablistów, w którym dotarł do trzeciej rundy, w której zdobył najwyższe z miejsc niedających awansu do finału. Ojciec Adalberta Guratha juniora również szermierza, olimpijczyka.